# Jewhen Hrycenko
Jewhen Ołeksandrowycz Hrycenko, ukr. Євген Олександрович Гриценко (ur. 5 lutego 1995 w Doniecku) – ukraiński piłkarz, grający na pozycji bramkarza.

## Kariera piłkarska

### Kariera klubowa
Wychowanek Akademii Piłkarskiej Szachtar Donieck, barwy której bronił w juniorskich mistrzostwach Ukrainy (DJuFL). 26 sierpnia 2012 roku rozpoczął karierę piłkarską w drużynie Szachtar U-19, potem grał w młodzieżówce i w trzecim zespole. 28 czerwca 2018 został wypożyczony do FK Mariupol.

### Kariera reprezentacyjna
W 2014 debiutował w młodzieżowej reprezentacji Ukrainy. W 2015 został powołany do młodzieżowej reprezentacji Ukrainy U-20.

## Sukcesy i odznaczenia

### Sukcesy klubowe
Ukraina U-19
- uczestnik Mistrzostw świata U-20: 2015